# Veľké Dvorany
Veľké Dvorany és un poble i municipi d'Eslovàquia que es troba a la regió de Nitra, al sud-oest del país.
Està situat al nord de la regió, prop del riu Nitra (conca hidrogràfica del Danubi) i de la frontera amb les regions de Trnava i Trenčín.

## Història
La primera menció escrita de la vila es remunta al 1156.

## Demografia
| Godina             | 1994 | 2004    | 2014   | 2024   |
| ------------------ | ---- | ------- | ------ | ------ |
| Nombre de persones | 631  | 697     | 718    | 748    |
| Diferència         |      | +10,45% | +3,01% | +4,17% |

| Godina             | 2023 | 2024   |
| ------------------ | ---- | ------ |
| Nombre de persones | 742  | 748    |
| Diferència         |      | +0,80% |